# Rija Rakotomandimby
Rija Rakotomandimby (* 21. tháng 11 năm 1982) là một cầu thủ bóng đá người Madagascar cùng với Fanilo Japan Actuels ở quê nhà. Anh cũng là một thành viên của Đội tuyển bóng đá quốc gia Madagascar.